# Rui'an
Rui'an is een stad en een arrondissement in de in de prefectuur Wenzhou in oostelijke provincie Zhejiang van China. In 2020 had het arrondissement 1.520.046 inwoners. De stad zelf had 1.012.731 inwoners. Rui'an is een voorstad van Wenzhou.
Het autochtone dialect van dit gebied is Rui'anhua. 
In de Song-dynastie zijn veel Rui'aners gemigreerd naar andere Chinese plaatsen. In de 20e eeuw zijn veel bewoners geëmigreerd naar Europa. In Nederland, Frankrijk, Italië en Spanje zijn de Rui'aners te vinden. Zij hebben hun lokale cultuur en dialect meegenomen naar het nieuwe vaderland. Tegenwoordig zijn meer dan 80.000 Rui'aners te vinden in zestig verschillende landen. Daarnaast zijn er nog eens 120.000 families geëmigreerd. In Frankrijk en Italië vormen ze één vijfde van de plaatselijke Chinese gemeenschap.